# Play with Fire (Hilary Duff)
Play with Fire è il primo singolo estratto dal quarto album Dignity di Hilary Duff, in cui compare come ultima traccia. Il video, con il maggior numero di effetti speciali mai realizzati in un video musicale della cantante, è stato girato prima di terminare la canzone ed è stato diretto dai registi Alex e Martin a Toronto in Canada.  Il singolo è stato pubblicato in America, Australia e Canada, ma a causa delle continue posticipazioni dell'uscita dell'album non è stato messo in commercio in Europa.

## Video musicale
Il video, prodotto nel 2006, raffigura la cantante Hilary sorridente mentre balla.

## Tracce

### Singolo
1. Play with Fire
2. Play with Fire (Mix)

### Singolo Remix
Remix di Richard Vission
1. Play with Fire (Richard Vission Remix Edizione Radio) – 3:12
2. Play with Fire (Richard Vission Mix Edizione Show) – 4:55
3. Play with Fire (Richard Vission Club Mix) – 6:10
4. Play with Fire (Richard Vission Dub Mix) – 5:55
5. Play with Fire (Mix Originale) – 3:01

## Classifica
| Classifica (2006)                  | Posizione massima |
| ---------------------------------- | ----------------- |
| U.S. Billboard Hot Dance Club Play | 31                |